# Lesníkovo (Vladímir)
Lesníkovo (en rus: Лесниково) és un poble de l'óblast de Vladímir, a Rússia, segons el cens del 2012 tenia 112 habitants. Pertany al districte municipal de Múrom.